# Agrokombinatska cesta, Ljubljana
Agrokombinatska cesta je ena izmed cest v Ljubljani in sicer v Zalogu.

## Urbanizem
Cesta poteka od stika s Snebersko cesto do križišča z Zaloško cesto.
Na cesto se (od vzhoda proti zahodu) povezujejo: Kekčeva, Delavska, Pot v Zeleni gaj, Gabrov trg, Nahtigalova, Športna, Cerutova in Hladilniška pot.
Od ceste se ocepi več krakov; nekateri se končajo slepo, en krak preide v Cesto na Prod ...

## Javni potniški promet
Po Agrokombinatski cesti potekajo trase mestnih avtobusnih linij št. 11, 11B in 20Z. 
Na vsej cesti so tri postajališča in obračališče mestnega potniškega prometa.

### Postajališča MPP
| postajališče        | št. linije   |
| ------------------- | ------------ |
| 204182 Zadružni dom | 11, 11B, 20Z |
| 204192 Zeleni gaj   | 11, 11B, 20Z |

| postajališče               | št. linije   |
| -------------------------- | ------------ |
| 204211 Zalog (obračališče) | 11, 11B, 20Z |
| 204201 Saturnus            | 11, 11B, 20Z |
| 204191 Zeleni gaj          | 11, 11B, 20Z |
| 204181 Zadružni dom        | 11, 11B, 20Z |